# Vibrio
I vibrioni sono batteri, aerobi-anaerobi facoltativi, asporigeni e privi di capsula, la cui cellula presenta una curvatura lungo l'asse maggiore in modo da far loro assumere la tipica forma a virgola o a C. Tutti i vibrioni possiedono un unico flagello polare, che ne assicura la mobilità.
I vibrioni non hanno particolari esigenze nutrizionali e crescono bene nei terreni di coltura più utilizzati: la loro particolare predilezione per i terreni a pH alcalino, tuttavia, può essere sfruttata per allestire colture selettive per la coltivazione di questo batterio. Possono fermentare alcuni zuccheri, ma questa fermentazione non comporta la produzione di gas.
La maggior parte dei vibrioni è costituita da batteri saprofiti, cioè che si nutrono di materia in decomposizione, e che soltanto occasionalmente possono essere ritrovati come parassiti commensali di alcuni animali. Alcuni di essi sono tuttavia in grado di giocare un ruolo importante nella patologia umana, e tra di essi il più rilevante è sicuramente Vibrio cholerae, agente eziologico del colera. Tra i patogeni minori si possono ritrovare:
- Vibrio parahaemolyticus, causa occasionale di diarree dovute all'ingestione di molluschi o crostacei crudi e contaminati
- Vibrio alginolyticus e Vibrio vulnificus, rari agenti infettivi di ferite cutanee o di ancor più rari casi di sepsi in soggetti immunocompromessi.

## Metodi di ricerca ed identificazione
Per la ricerca del vibrione nel materiale patologico (generalmente le feci) viene normalmente eseguito l'esame colturale su un particolare terreno di coltura, denominato terreno di Monsur, al fine di ottenere un ambiente sfavorevole per tutti gli altri tipi di batteri che colonizzano l'intestino e di permettere la crescita del solo vibrione. La procedura per la coltivazione del vibrione prevede la sua incubazione per un tempo relativamente lungo (10-18 ore) in una soluzione di peptoni a pH alcalino (ottenuto mediante somministrazione di bicarbonato), seguita dalla semina su piastre di agar agar addizionate di taurocolato sodico, per inibire la crescita di Gram-positivi ed Escherichia, e di tellurito di potassio (molto ben tollerato dal vibrione), per inibire la crescita degli altri Gram-negativi.